# Jacob Samuda
Pour les articles homonymes, voir Samuda.
Jacob Samuda, né le 24 août 1811 à Londres et mort le 12 novembre 1844 à Blackwall (Londres), est un ingénieur civil anglais.
Il est décrit comme « le premier ingénieur juif » sur sa pierre tombale, au cimetière séfarade de Mile End, à Londres.

## Biographie
Il est le fils aîné d'Abraham Samuda, marchand londonien de la Compagnie britannique des Indes orientales, et de Joy, fille de H. d'Aguilar d'Enfield Chase, dans le Middlesex. Après son apprentissage auprès de John Hague, ingénieur, Jacob Samuda s'associe avec son frère Joseph d'Aguilar Samuda pour créer la société Samuda Brothers, un important constructeur naval londonien du milieu et de la fin du XIXe siècle.
Jacob Samuda est un inventeur ingénieux et fait plusieurs découvertes importantes. L'une d'elles, le chemin de fer atmosphérique, accueilli d'abord avec une forte opposition, est ensuite adopté comme moyen de transport par plusieurs compagnies importantes, la première étant la Dublin and Kingstown Railway (en) en 1842. Robert Peel recommande plus tard son adoption à la Chambre des communes et au Board of Trade. La première ligne à l'utiliser en Angleterre est celle d'Epsom à Londres ; plus tard, la South Devon Railway (en) adopte le principe de cette nouvelle invention.
Jacob Samuda apporte également des améliorations significatives aux moteurs marins. En 1843, il lance un contrat pour la construction du Gypsy Queen, un bateau en fer qui serait équipé de son moteur amélioré. Lors du voyage d'essai, le navire explose et il trouve la mort avec six autres personnes,.
Le Samuda Estate (en), situé sur le site de son chantier naval à Cubitt Town (en), porte son nom et celui de son frère.
Il est enterré dans le cimetière séfarade de Mile End Road.